# Daniel Portman
Daniel Porter (Glasgow, 13 de fevereiro de 1992) conhecido profissionalmente como Daniel Portman, é um ator escocês. É mais conhecido por seu papel como Podrick Payne na série da HBO, Game of Thrones de 2012 a 2019.

## Início da vida
Portman, filho do ator Ron Donachie, nasceu em Glasgow e cresceu em Strathbungo. Ele frequentou Shawlands Academy, onde ele era o Head Boy no último ano e jogou rugby em sua escola. Ele possui um HNC (certificado de formação superior no Reino Unido) por atuar e performar no Reid Kerr College, em Paisley.

## Carreira
Portman atua desde os 16 anos de idade. Seu primeiro papel foi em Outcast de 2010, no qual ele estrelou como Paul. Seguiu-se um papel na popular novela escocesa River City. Seu papel de segundo filme foi uma pequena parte da comédia escocesa The Angels' Share. Foi anunciado em 24 de agosto de 2011 que ele foi escolhido como Podrick Payne na premiada série de drama de fantasia da HBO, Game of Thrones. Onde continuou retratando esse papel da segunda até a última temporada. Ele contribuiu com os vocais para uma versão da faixa "Jenny's Song" que apareceu no segundo episódio da temporada final de Game of Thrones.

## Filmografia

### Filmes
| Ano  | Título                                       | Papel              | Notas          |
| ---- | -------------------------------------------- | ------------------ | -------------- |
| 2010 | Outcast                                      | Paul               |                |
| 2012 | O Angels' Share                              | Parceiro do sniper |                |
| 2015 | Wasteland 26: Six Tales of Generation Y      | Ted                |                |
| 2016 | The Journey                                  | Caixa              |                |
| 2016 | The Last Supper                              | Entregador         | Curta-metragem |
| 2018 | In the Cloud                                 | Max Kavinsky       |                |
| 2019 | Robert the Bruce                             | Angus McDonald     |                |
| 2023 | Betrayal                                     | Henry              |                |
| 2024 | Man and Witch: The Dance of a Thousand Steps | Capitão            |                |

### Televisão
| Ano       | Título          | Papel         | Notas        |
| --------- | --------------- | ------------- | ------------ |
| 2011      | River City      | Darren        |              |
| 2012–2019 | Game of Thrones | Podrick Payne | 35 episódios |

### Rádio
| Ano  | Título | Papel  |
| ---- | ------ | ------ |
| 2011 | Mclevy | Tamggj |